# Picrasma
Genre
Picrasma est un genre de plante à fleurs de la famille des Simaroubaceae.
comprenant six à neuf espèces originaires des régions tempérées à tropicales de l'Asie, et des régions tropicales des Amériques. Les espèces sont des arbustes et des arbres mesurant jusqu'à 20 m de haut,,.

## Liste des espèces
Selon GBIF (20 octobre 2024) :
- Picrasma chinensis P.Y.Chen
- Picrasma crenata (Vell.) Engl.
- Picrasma cubensis Radlk. & Urb.
- Picrasma excelsa (Sw.) Planch.
- Picrasma guassioides Benn.
- Picrasma javanica Blume
- Picrasma longistaminea W.Palacios
- Picrasma mexicana Brandegee
- Picrasma nanophylla Majure & Clase
- Picrasma pauciflora A.Noa & P.A.González
- Picrasma quassioides (D.Don) Benn.
- Picrasma selleana Urb.
- Picrasma tetramera (Urb.) W.W.Thomas, J.D.Mitch. & A.Noa

## Systématique
Le nom correct complet (avec auteur) de ce taxon est Picrasma Blume.
Picrasma a pour synonymes :
- Aeschrion Vell.
- Euleria Urb.
- Muenteria Walp.
- Nima Buch.-Ham. ex A.Juss.
- Picraena Lindl.
- Picranena Endl.
- Picrita Schumach.
- Thevetia Vell.
- Thevetiana Kuntze
- Triscaphis Gagnep.